# Romina Pourmokhtari
Romina Pourmokhtari (sinh ngày 12 tháng 11 năm 1995) là một chính trị gia người Thụy Điển thuộc Đảng Tự do. Cô giữ chức Bộ trưởng Khí hậu và Môi trường từ năm 2022, là thành viên nội các của Thủ tướng Ulf Kristersson. Cô cũng là đại biểu Riksdag (quốc hội) thành phố Stockholm từ năm 2022. Cô là bộ trưởng nội các trẻ nhất trong lịch sử Thụy Điển, khi giữ chức vụ ở tuổi 26.

## Sự nghiệp chính trị
Pourmokhtari trở thành phó chủ tịch của Thanh niên tự do của Thụy Điển vào năm 2018. Vào ngày 14 tháng 9 năm 2022, cô thông báo rằng cô sẽ từ chức phó chủ tịch tại đại hội sắp tới vào tháng 11.

## Đời sống cá nhân
Cha của Pourmokhtari là một người tị nạn chính trị từ Iran, và chính nhờ ông mà Romina bắt đầu quan tâm đến chính trị. Theo Pourmokhtari, cha mẹ cô đã bỏ trốn khỏi đất nước "khi họ bị tước đoạt tự do." Trong cuộc phỏng vấn với tờ báo Thụy Điển  NU - Det Liberiaa Nyhetsmagasinet , cô nói rằng kỷ niệm chính trị mạnh mẽ đầu tiên của cô là trong các cuộc biểu tình bầu cử tổng thống Iran năm 2009.
Năm 2022, Pourmokhtari được Expressen mệnh danh là "Chính trị gia dưới 30 tuổi quyền lực nhất Thụy Điển.